# Zabrotes humboldtae
Zabrotes humboldtae är en skalbaggsart som beskrevs av John M. Kingsolver 1990. Zabrotes humboldtae ingår i släktet Zabrotes och familjen bladbaggar. Inga underarter finns listade i Catalogue of Life.